# Porcellionides myrmecophilus
Porcellionides myrmecophilus är en kräftdjursart som först beskrevs av Stein 1859.  Porcellionides myrmecophilus ingår i släktet Porcellionides och familjen Porcellionidae.

## Underarter
Arten delas in i följande underarter:
- P. m. myrmecophilus
- P. m. graevei